# Leuchtenštejn
Leuchtenštejn je zřícenina hradu ležící v okrese Jeseník poblíž města Zlaté Hory. O hradu a jeho historii neexistují prakticky žádné zprávy. Až roku 1687 se objevuje zpráva, ve které se uvádí pustý hrad Leuchtenštejn. Podle archeologických nálezů byl postaven koncem 13. století a opuštěn ve století následujícím.

## Historie
Hrad byl založen buď opavským knížetem z důvodu ztráty nedalekého hradu Edelštejna anebo byl založen ze stejného důvodu vratislavským biskupem Tomášem II. Tomu nasvědčuje velmi nevýhodná poloha, ve které byl hrad postaven (nad hradem se nalézá svah Biskupské kupy). Účel hradu byl strážní a zároveň ochrana dolů a snad dočasně i místem skladování vytěženého drahého kovu nebo rudy. Z dějin hradu není naprosto nic známo. Soubor archeologických nálezů je z první poloviny 14. století, kdy život na hradě vrcholil, něco je starší i pozdější. Hrad zřejmě zanikl za husitských válek. Nalezla se tu i část zbroje ze železných plátků se zlatým nítováním z destičkové zbroje.

## Popis
Hrad leží v nadmořské výšce 664 m n. m. Kolem hradu je navršen val místy s hradební zdí. Za valem se nachází příkop. Poměrně malé jádro hradu bylo opevněno další hradbou. Věž hradu měla průměr něco málo přes 8 metrů a vnitřní dutinu v přízemí o průměru dva metry. Výška věže byla kolem 20–25 metrů. Z věže se dochovaly v jejím okolí zbytky, které vznikly buď vyhozením věže do vzduchu za pomocí střelného prachu anebo jejím samovolným rozvalením. Za věží stál víceprostorový palác s přístavbou. Na nádvoří byly i provozní budovy. Hrad měl dvě brány.